# إديث آدامز
إديث آدامز هي مبارزة بالسيف بلجيكية، ولدت في 1 أغسطس 1907 في بروكسل في بلجيكا، وتوفيت في 16 أغسطس 2002 في هدسون في الولايات المتحدة.

## وصلات خارجية
- إديث آدامز على موقع أوليمبيديا (الإنجليزية)